# Kano og kajak under sommer-OL 2012 – K-4 500 meter kvinder
Kvindernes K-4 500 meter under Sommer-OL 2012 fandt sted den 6. og 8. august 2012 på Eton Dorney.

## Finale
| Placering | Roer                                                                 | Nationalitet         | Tid      |
| --------- | -------------------------------------------------------------------- | -------------------- | -------- |
| 1         | Gabriella Szabó Danuta Kozák Katalin Kovács Krisztina Fazekas Zur    | Ungarn (HUN)         | 1:30.827 |
| 2         | Carolin Leonhardt Franziska Weber Katrin Wagner-Augustin Tina Dietze | Tyskland (GER)       | 1:31.298 |
| 3         | Iryna Pamialova Nadzeya Papok Volha Khudzenka Maryna Pautaran        | Hviderusland (BLR)   | 1:31.400 |
| 4         | Marta Walczykiewicz Aneta Konieczna Karolina Naja Beata Mikołajczyk  | Polen (POL)          | 1:31.607 |
| 5         | Jess Walker Rachel Cawthorn Angela Hannah Louisa Sawers              | Storbritannien (GBR) | 1:33.055 |
| 6         | Teresa Portela Joana Vasconcelos Beatriz Gomes Helena Rodrigues      | Portugal (POR)       | 1:33.453 |
| 7         | Yuliana Salakhova Vera Sobetova Natalia Podolskaya Yulia Kachalova   | Rusland (RUS)        | 1:33.459 |
| 8         | Marie Delattre-Demory Joanne Mayer Sarah Guyot Gabrielle Tuleu       | Frankrig (FRA)       | 1:35.299 |